# Lichtenauer Mineralquellen

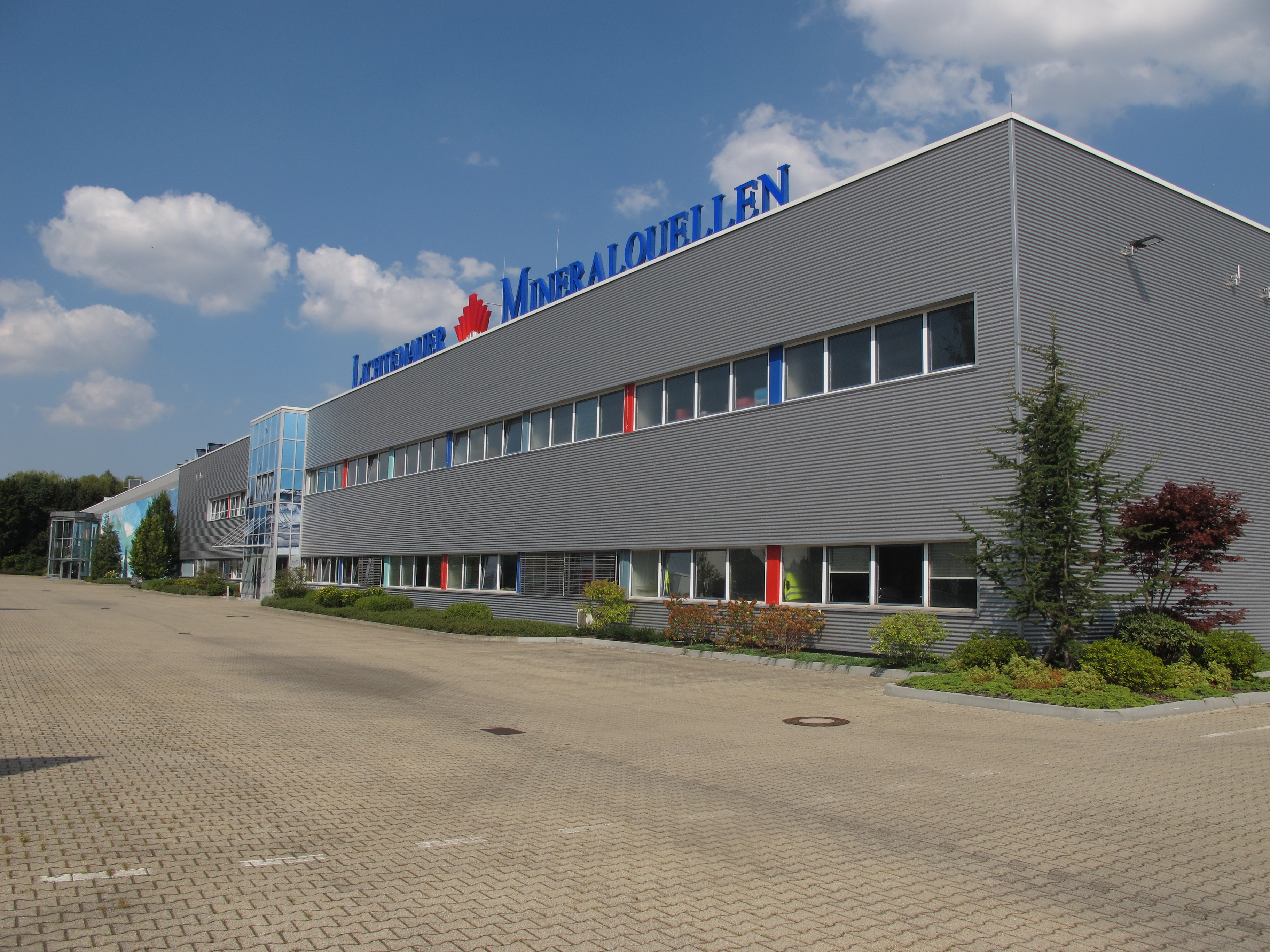
Unternehmenssitz der Lichtenauer Mineralquellen

Lichtenauer Mineralquellen ist ein sächsischer Getränkehersteller mit Sitz in Lichtenau bei Chemnitz. Die Gesellschaft mit beschränkter Haftung wurde 1990 als Tochterunternehmen des hessischen Unternehmens Hassia Mineralquellen gegründet. Lichtenauer Mineralquellen ist nach Eigenangaben die führende ostdeutsche Brunnenmarke. Bekannteste Marken sind Lichtenauer  und Margon.

## Geschichte
Im Sommer 1990 übernahm die damalige Hassia & Luisen Mineralquellen (heute Hassia Mineralquellen) einen aus DDR-Zeiten bestehenden, 40 Jahre alten Brunnenbetrieb mit zwei Mineralquellen und erschloss zudem weitere Quellen in der erzgebirgischen Senke am Rande von Lichtenau. Innerhalb von neun Monaten errichtete Hassia einen neuen Brunnenbetrieb, im Juli 1991 lief die Produktion an. Die ehemalige Belegschaft wurde von rund 300 auf 50 Mitarbeiter reduziert.
Nach Herstellerangaben stammt das Lichtenauer Mineralwasser aus 140 Meter tiefen Brunnen. Im ersten Jahr wurde ein Getränkevolumen von 22 Millionen Litern verkauft. 1994 wurden die Produktions- und Lagerflächen um 8.000 Quadratmeter erweitert, während der Jahresabsatz erstmals über 100 Millionen Liter stieg.
Nachdem Hassia im Jahr 2005 die traditionsreiche Margon-Quelle in Burkhardswalde aufgekauft und zum Jahresende versiegelt hatte, übernahm das Tochterunternehmen in Lichtenau den Markennamen für Wasser aus einer dortigen, zuvor ungenutzten Quelle.
Im gleichen Jahr kaufte Hassia Vita Cola in Schmalkalden in Thüringen auf (heute im Besitz des Hassia-Tochterunternehmens Thüringer Waldquell Mineralbrunnen) – die Marke wird seitdem auch am Standort Lichtenau abgefüllt.
Im März 2018 durfte Ministerpräsident Michael Kretschmer in Lichtenau die 4-milliardste Flasche abfüllen.
Im September 2020 wurden die Lichtenauer Mineralquellen als ersten Unternehmen aus der Mineralbrunnen-Branche in Deutschland nach dem Standard des Zentrums für nachhaltige Unternehmensführung (ZNU) der Universität Witten/Herdecke als nachhaltiges Unternehmen zertifiziert („ZNU-Standard Nachhaltiger Wirtschaften“).
Von 2021 bis 2023 waren die Mineralwassermarken Lichtenauer und Margon nach eigener Darstellung klimaneutral. Die am 9. Januar 2024 veröffentlichte ARD-Dokumentation FAKT: Klimaneutral? Von wegen untersuchte das von Lichtenauer geförderte Projekt Bosques Amazónicos zum Schutz des Regenwaldes in Peru und fand heraus, dass dort „massenhaft sogenannte Phantomgutschriften geschaffen wurden, die nach Klima-Gesichtspunkten wertlos seien.“ Die Firma ClimatePartner in München, die den Erwerb der CO2-Zertifikate für Lichtenauer vermittelt hatte, gab das Label „klimaneutral“ Anfang 2023 auf und ersetzte es durch „ClimatePartner-zertifiziert“ oder „finanzieller Klimabeitrag“.
Das Unternehmen beschäftigte eigenen Angaben zufolge im Jahr 2022 rund 223 Mitarbeiter, davon 11 Auszubildende.

## Produktionskapazität und Marktstellung

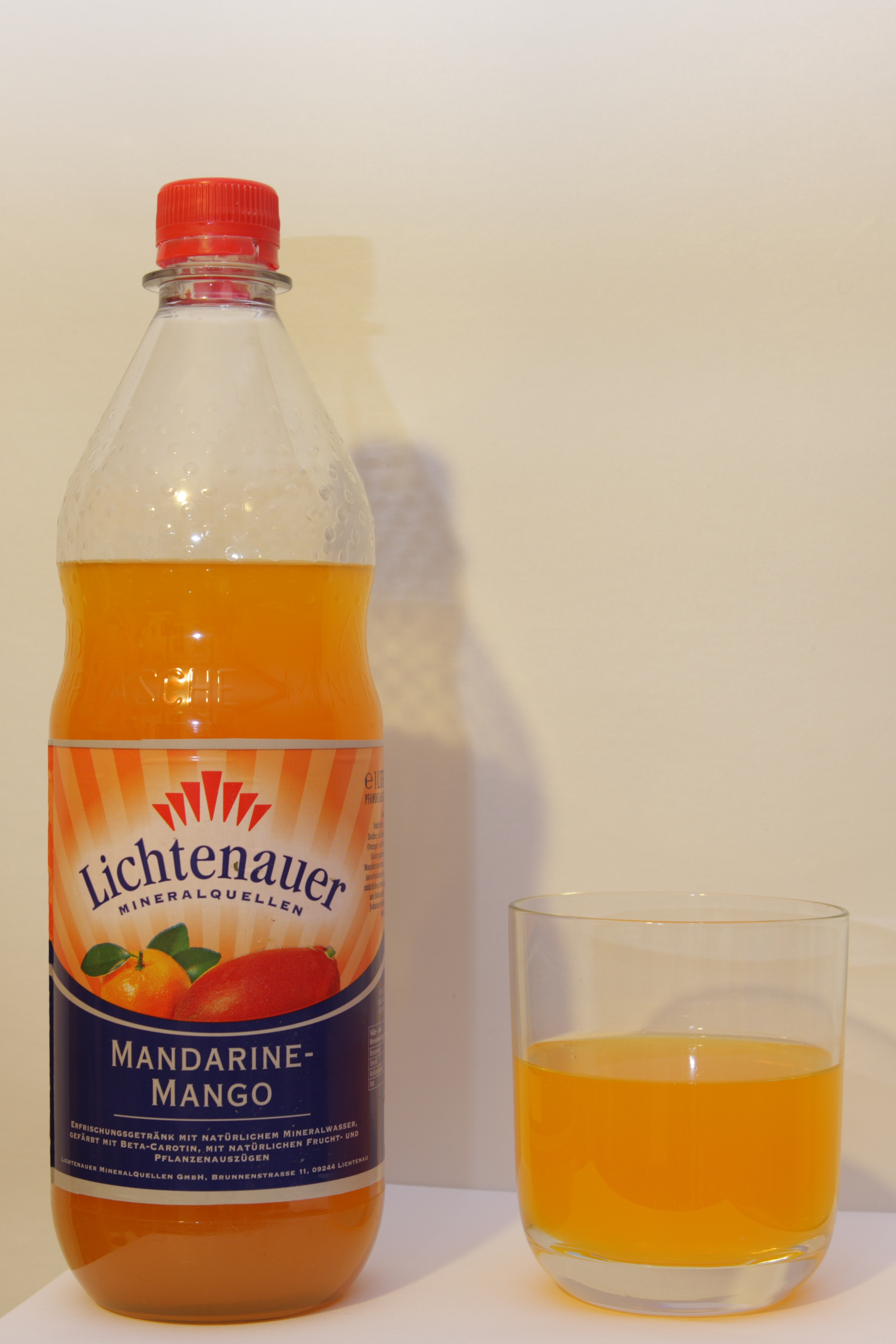
Limonade der Marke Lichtenauer

2021 wurden rund 156 Millionen Liter Getränke der Marken Lichtenauer, Margon und Vita Cola an den Großhandel, Lebensmitteleinzelhandel, Discounter und die Gastronomie geliefert. Die durchschnittliche tägliche Abfüllmenge beträgt 700.000 Flaschen. Die maximale Produktionskapazität des Unternehmens beträgt circa 1.000.000 Flaschen pro Tag.
Der Umsatz lag 2021 bei über 50,9 Millionen Euro.
Lichtenauer Mineralwasser wird in Sachsen, Thüringen, Sachsen-Anhalt, Brandenburg, Berlin und Mecklenburg-Vorpommern verkauft. Lichtenauer ist das führende Getränkeunternehmen für alkoholfreie Getränke in Ostdeutschland. die Mineralwassermarke Lichtenauer ist die beliebteste regionale Mineralwassermarke in Ostdeutschland.

## Auszeichnungen
2015 und 2016 wurden alle Mineralwässer der Marke Lichtenauer mit dem „Goldenen Preis“ der Deutschen Landwirtschafts-Gesellschaft (DLG) ausgezeichnet. 2019 erhielten die Lichtenauer Mineralwässer von der DLG zum zweiten Mal den „Preis für langjährige Produktqualität“. Die Mineralwässer „Medium“ und „Spritzig“  tragen das Öko-Test-Siegel „Sehr gut“.